# Качмарек, Филипп
Филипп Анджей Качмарек (пол. Filip Andrzej Kaczmarek); род. 22 ноября 1966, Познань) — польский политик, с 2004 депутат Европейского парламента, доктор гуманитарных наук (политология, Университет Адама Мицкевича), кандидат исторических наук (исторический факультет, Университет Адама Мицкевича), академический преподаватель (Экономический университет в Познани).

## Политика

### Местное самоуправление
В начале 90-х был председателем Независимого союза студентов. В 1994 году стал соучредителем объединения «Молодые демократы». Будучи депутатом Сейма первого созыва (1991—1993), был членом парламентской комиссии по вопросам Европейского Соглашения. В 2001 году был одним из основателей Познанской «Гражданской платформы». Один из основателей клуба советников «Гражданской платформы» в городском совете Познани и Познанской структуры «Гражданской платформы». В 1998—2002 годах он был членом совета Познани и занимал пост заместителя президента Познани. В 2003 году организовал с нуля Бюро европейских фондов в Познани и стал его первым директором. С 2010 он является главой «Гражданской платформы» города Познань.

### Европа
Проблемами европейской интеграции занимается в течение многих лет. Будучи депутатом в 1992 году, предложил во время парламентских дебатов, чтобы Польша подала заявку на полное членство в Европейских сообществах. В 1993 году он стал соучредителем ассоциации, которая преобразовалось в центр европейской науки и образования в Познани. В 1996 году соинициировал создание «Международного дома молодёжных встреч» в Микушево. До февраля 2007 года он был президентом «Ассоциации независимых инициатив» в Микушево. Ассоциация организовала, в частности, «Встречу молодёжи Европы» (Познань, 2003). В 1996 году он был лауреатом Германского фонда Маршалла (США).

### Европейский парламент
С 2004 года он был депутатом Европейского парламента, где, как и все члены «Гражданской платформы», принадлежит Европейской народной партии. В настоящее время координатор группы ЕНП в Комитете по развитию, который предоставляет помощь развивающимся странам и содействует переходу к демократии в этих странах. Также является членом Комитета по сельскому хозяйству и развитию сельских районов.
В 2009 году его работа в Комитете по развитию была оценена, и он получил премию — лучший депутат Европейского парламента в категории политики развития.
Он является членом делегации по связям с Панафриканским парламентом, делегации Совместной парламентской ассамблеи «стран АКТ-ЕС», а также заместителем члена делегации по связям с Израилем.
Он является членом 5 интергрупп:
1. Интергруппа Тибет
2. Интергруппа по проблемам старения
3. Интергруппа Спорт
4. Интергруппа Urban
5. Интергруппа SME

Он принадлежит к восьми парламентским группам:
1. Группа ЕП по проблемам Бирмы
2. Ассоциация европейских парламентариев с Африкой — AWEPA
3. Группа ЕП по дружбе с Тайванем
4. Интергруппа ЕП Союз регби
5. Клуб пива ЕП
6. Рабочая группа — Европейская комиссия по эпилепсии
7. Рабочая группа по вопросам цыган
8. Группа по дружбе ЕС и Непала

В рамках ЕНП действует как:
- Член политического бюро ЕНП
- Член группы бюро (Office)
- Координатор Комитета по развитию
- Координатор АКТ — ЕС
- Член SME Circle (занимается решением вопросов малых и средних предприятий. Группа является единственной политической группой в Европарламенте, которая полностью признает роль малых и средних предприятий в качестве субъектов, создающих рабочие места в Европе)
- Член Европейской народной партии по вопросам межкультурного диалога и по делам религии.

## Частная жизнь
Его жена — Беатрис Маховска-Качмарек, журналист. Сын Игнатий — учащийся гимназии.